# Schönbrunn (Saalburg-Ebersdorf)
Schönbrunn ist ein Ortsteil der Stadt Saalburg-Ebersdorf im Saale-Orla-Kreis in Thüringen.

## Geografie
Schönbrunn liegt zwischen Ebersdorf und der Stadt Bad Lobenstein an der L 1095 östlich unweit der Bleilochtalsperre. Die bewaldeten Anhöhen zu den mit Wald bestandenen Abhängen an der Talsperre begrenzen die Gemarkung des Ortes. Das Dorf befindet sich auf einer Hochfläche des Südostthüringer Schiefergebirges auf einer mittleren Höhenlage von 519 m NN. Die Kirche steht auf einer Anhöhe und ist weithin zu sehen.
Mit den Linien 610 und 620 des Verkehrsunternehmens KomBus hat Schönbrunn Anschluss an die Städte Schleiz, Bad Lobenstein, Lehesten, Naila und Ziegenrück.

## Nachbarorte
Nachbarorte sind südlich die Stadt Bad Lobenstein, westlich Unterlemnitz, nördlich Friesau.

## Geschichte
Am 14. August 1325 erfolgte die urkundliche Ersterwähnung von Schönbrunn.
Die heutige Kirche, insbesondere der Chor, die Apsis und Teile des heutigen Langhauses gehen auf das 12. Jahrhundert zurück. 
Vom reinen Quellwasser soll der Name abgeleitet worden sein.
2016 hatten 531 Einwohner in Schönbrunn ihre Heimat.
Der Ort ist von jeher landwirtschaftlich geprägt.